# Пристова
Пристова (словен. Pristova) је насељено место у општини Добрна, Савињска регија, Словенија.

## Историја
До територијалне реорганизације у Словенији била је у саставу старе општине Цеље.

## Становништво
У попису становништва из 2011. године, Пристова је имала 118 становника.
| Број становника према пописима | Број становника према пописима | Број становника према пописима |
| ------------------------------ | ------------------------------ | ------------------------------ |
| 1991                           | 2002                           | 2011                           |
| 104                            | 115                            | 118                            |